# لانا نامق
لانا نامق، المشجعة الأولى لماجد، أصبحت زوجته في نهاية السلسلة الثانية. قد أخبرت ماجد بأنها حامل في السلسلة الرابعة. فتاة غيورة على ماجد لدرجة كبيرة.

## نبذة عنها
لانا نامق في الجزء الأول والثاني ثم لانا حمدي عبد الوهاب في الجزء الثالث، ثم لانا محمد شيحة عبد الوهاب نامق في الجزء السادس. فتاة رقيقة جميلة ومشجعة الفريق المخلصة لماجد طوال حياته.
لانا لها مواقف مؤثرة ومستهترة في نفس الوقت في عديد الحلقات. فهي تمثل الجانب التراجيدي للمسلسل وذلك لكثرة صراخها الهستيري. وكثيرًا ما نراها تبكي متأثرة بأحد المواقف أو الأهداف والفرص ثم تفقد السيطرة على أعصابها وتنهار ثم تفقد الوعي. وموقفها من الكابتن بسام والكابتن مازن أكبر دليل على أن الكرة تمثل لها أكثر من لعبة. فهي بالنسبة للانا أقرب لمنهج حياة كامل.